# 段壽輝
大理上明帝段壽輝，大理国第十三世皇帝，1080年-1081年在位。他是上德帝段廉義姪兒。
宋神宗庚申元豐3年（1080年），楊義貞殺死段廉義，自立為皇僅4個月，鄯闡侯高智昇命子清平官高昇泰以東方的爨僰兵誅殺楊義貞，擁立壽輝，次年改元上明。因為高氏平亂有功，封高智昇為布燮（即宰相），高昇泰為鄯闡侯，操实权。因日月交晦，星辰晝見，段壽輝認為天變，遂禪位於世宗段思廉之孫段正明，出家為僧。一说为高升泰所废。